# Академічне веслування на літніх Олімпійських іграх 2020 — парні двійки, легка вага (жінки)
Змагання з академічного веслування в двійках серед жінок на літніх Олімпійських іграх 2020 року відбудуться з 24 по 29 липня 2021 року на Веслувальному каналі Сі Форест. Очікується, що змагатимуться 36 веслувальниць з 18 країн.

## Розклад
Змагання в цій дисципліні відбуваються впродовж шести окремих днів. Вказано час початку сесії. Під час однієї сесії можуть відбуватися змагання в кількох різних дисциплінах.
Вказано японський стандартний час (UTC + 9)
| Дата                         | Час         | Раунд             |
| ---------------------------- | ----------- | ----------------- |
| Субота, 24 липня 2021 року   | 10:20       | Попередні запливи |
| Неділя, 25 липня 2021 року   | 10:20       | Додатковий заплив |
| Вівторок, 27 липня 2021 року | 9:22        | Фінал C           |
| Вівторок, 27 липня 2021 року | 11:38       | Півфінали A/B     |
| Четвер, 29 липня 2021 року   | 11:10 10:10 | Фінал B Фінал A   |

## Результати

### Запливи
Перші два човни з кожного запливу кваліфікуються до півфіналів, а решта - потрапляють до додаткових запливів.

#### Заплив 1
| Місце | Доріжка | Веслувальниці                      | Країна          | Час     | Примітки |
| ----- | ------- | ---------------------------------- | --------------- | ------- | -------- |
| 1     | 2       | Лора Тарантола Клер Бове           | Франція (FRA)   | 7:03.47 | Q        |
| 2     | 1       | Валентіна Родіні Федеріка Кесаріні | Італія (ITA)    | 7:04.66 | Q        |
| 3     | 6       | Мері Рекфорд Мішель Сехсер         | США (USA)       | 7:05.30 | Д        |
| 4     | 3       | Патрісія Мерц Фредеріке Роль       | Швейцарія (SUI) | 7:08.66 | Д        |
| 5     | 4       | Іфе Кейсі Маргарет Кремен          | Ірландія (IRL)  | 7:17.67 | Д        |
| 6     | 5       | Мутьяра Рахма Путрі Мелані Путрі   | Індонезія (INA) | 7:52.57 | Д        |

#### Заплив 2
| Місце | Доріжка | Веслувальниці                     | Країна           | Час     | Примітки |
| ----- | ------- | --------------------------------- | ---------------- | ------- | -------- |
| 1     | 4       | Маріке Кейсер Ілсе Пауліс         | Нідерланди (NED) | 7:07.73 | Q        |
| 2     | 1       | Джилл Моффат Дженніфер Кассон     | Канада (CAN)     | 7:11.30 | Q        |
| 3     | 6       | Тіакі Томіта Аямі Ойсі            | Японія (JPN)     | 7:22.47 | Д        |
| 4     | 5       | Lương Thị Thảo Đinh Thị Hảo       | В'єтнам (VIE)    | 7:36.21 | Д        |
| 5     | 3       | Нур Ель-Худа Еттаїб Хадіджа Крімі | Туніс (TUN)      | 7:39.61 | Д        |
| 6     | 2       | Юліса Лопес Дженніффер Суньїга    | Гватемала (GUA)  | 7:53.35 | Д        |

#### Заплив 3
| Місце | Доріжка | Веслувальниці                        | Країна                           | Час     | Примітки |
| ----- | ------- | ------------------------------------ | -------------------------------- | ------- | -------- |
| 1     | 1       | Йонела-Лівія Козмюк Джаніна Беляге   | Румунія (ROU)                    | 7:01.74 | Q        |
| 2     | 5       | Емілі Крейґ Імоджен Ґрант            | Велика Британія (GBR)            | 7:03.29 | Q        |
| 3     | 4       | Анастасія Лебедєва Марія Боталова    | Олімпійський комітет Росії (ROC) | 7:07.67 | Д        |
| 4     | 3       | Інна Нікуліна Олена Фурман           | Білорусь (BLR)                   | 7:10.15 | Д        |
| 5     | 2       | Валентіна Каваллар Луїза Альтенгубер | Австрія (AUT)                    | 7:26.22 | Д        |
| 6     | 6       | Мілька Кралєв Евелін Сільвестро      | Аргентина (ARG)                  | 7:29.27 | Д        |

### Додаткові запливи
Перші три пари з кожного додаткового запливу виходять до півфіналів, решта - до фіналу C.

### Додатковий заплив 1
| Місце | Доріжка | Веслувальниці                     | Країна          | Час     | Примітки |
| ----- | ------- | --------------------------------- | --------------- | ------- | -------- |
| 1     | 4       | Мері Рекфорд Мішель Сехсер        | США (USA)       | 7:21.25 | Q        |
| 2     | 2       | Інна Нікуліна Олена Фурман        | Білорусь (BLR)  | 7:26.99 | Q        |
| 3     | 3       | Тіакі Томіта Аямі Ойсі            | Японія (JPN)    | 7:34.45 | Q        |
| 4     | 1       | Мілька Кралєв Евелін Сільвестро   | Аргентина (ARG) | 7:39.53 | FC       |
| 5     | 5       | Нур Ель-Худа Еттаїб Хадіджа Крімі | Туніс (TUN)     | 7:54.95 | FC       |
| 6     | 6       | Мутьяра Рахма Путрі Мелані Путрі  | Індонезія (INA) | 8:03.19 | FC       |

### Додатковий заплив 2
| Місце | Доріжка | Веслувальниці                        | Країна                           | Час     | Примітки |
| ----- | ------- | ------------------------------------ | -------------------------------- | ------- | -------- |
| 1     | 4       | Патрісія Мерц Фредеріке Роль         | Швейцарія (SUI)                  | 7:22.02 | Q        |
| 2     | 3       | Анастасія Лебедєва Марія Боталова    | Олімпійський комітет Росії (ROC) | 7:22.72 | Q        |
| 3     | 5       | Іфе Кейсі Маргарет Кремен            | Ірландія (IRL)                   | 7:23.46 | Q        |
| 4     | 1       | Валентіна Каваллар Луїза Альтенгубер | Австрія (AUT)                    | 7:42.31 | FC       |
| 5     | 2       | Lường Thị Thảo Đinh Thị Hảo          | В'єтнам (VIE)                    | 7:53.69 | FC       |
| 6     | 6       | Юліса Лопес Дженніффер Суньїга       | Гватемала (GUA)                  | 8:13.27 | FC       |

### Півфінали

#### Півфінал A/B 1
| Місце | Доріжка | Веслувальник                 | Країна                | Час     | Примітки |
| ----- | ------- | ---------------------------- | --------------------- | ------- | -------- |
| 1     | 5       | Емілі Крейґ Імоджен Ґрант    | Велика Британія (GBR) | 6:41.99 | FA       |
| 2     | 3       | Лора Тарантола Клер Бове     | Франція (FRA)         | 6:42.92 | FA       |
| 3     | 4       | Маріке Кейсер Ілсе Пауліс    | Нідерланди (NED)      | 6:43.85 | FA       |
| 4     | 2       | Патрісія Мерц Фредеріке Роль | Швейцарія (SUI)       | 6:48.92 | FB       |
| 5     | 1       | Іфе Кейсі Маргарет Кремен    | Ірландія (IRL)        | 6:49.24 | FB       |
| 6     | 6       | Інна Нікуліна Олена Фурман   | Білорусь (BLR)        | 6:54.78 | FB       |

#### Півфінал A/B 2
| Місце | Доріжка | Веслувальник                       | Країна                           | Час        | Примітки |
| ----- | ------- | ---------------------------------- | -------------------------------- | ---------- | -------- |
| 1     | 4       | Валентіна Родіні Федеріка Кесаріні | Італія (ITA)                     | 6:41.36 WB | FA       |
| 2     | 5       | Мері Рекфорд Мішель Сехсер         | США (USA)                        | 6:41.54    | FA       |
| 3     | 3       | Йонела-Лівія Козмюк Джаніна Беляге | Румунія (ROU)                    | 6:42.08    | FA       |
| 4     | 1       | Анастасія Лебедєва Марія Боталова  | Олімпійський комітет Росії (ROC) | 6:45.23    | FB       |
| 5     | 6       | Тіакі Томіта Аямі Ойсі             | Японія (JPN)                     | 6:56.52    | FB       |
| 6     | 2       | Джилл Моффат Дженніфер Кассон      | Канада (CAN)                     | 7:00.82    | FB       |

### Фінали

#### Фінал C
| Місце | Доріжка | Веслувальниці                        | Країна          | Час     | Примітки |
| ----- | ------- | ------------------------------------ | --------------- | ------- | -------- |
| 13    | 3       | Мілька Кралєв Евелін Сільвестро      | Аргентина (ARG) | 7:05.82 |          |
| 14    | 4       | Валентіна Каваллар Луїза Альтенгубер | Австрія (AUT)   | 7:15.25 |          |
| 15    | 2       | Lường Thị Thảo Đinh Thị Hảo          | В'єтнам (VIE)   | 7:19.05 |          |
| 16    | 5       | Нур Ель-Худа Еттаїб Хадіджа Крімі    | Туніс (TUN)     | 7:22.25 |          |
| 17    | 1       | Мутьяра Рахма Путрі Мелані Путрі     | Індонезія (INA) | 7:25.06 |          |
| 18    | 6       | Юліса Лопес Дженніффер Суньїга       | Гватемала (GUA) | 7:27.51 |          |

#### Фінал B
| Місце | Доріжка | Веслувальниці                     | Країна                           | Час     | Примітки |
| ----- | ------- | --------------------------------- | -------------------------------- | ------- | -------- |
| 7     | 3       | Патрісія Мерц Фредеріке Роль      | Швейцарія (SUI)                  | 6:49.16 |          |
| 8     | 5       | Іфе Кейсі Маргарет Кремен         | Ірландія (IRL)                   | 6:49.90 |          |
| 9     | 4       | Анастасія Лебедєва Марія Боталова | Олімпійський комітет Росії (ROC) | 6:51.65 |          |
| 10    | 2       | Тіакі Томіта Аямі Ойсі            | Японія (JPN)                     | 6:54.94 |          |
| 11    | 6       | Інна Нікуліна Олена Фурман        | Білорусь (BLR)                   | 6:57.84 |          |
| 12    | 1       | Джилл Моффат Дженніфер Кассон     | Канада (CAN)                     | 6:59.72 |          |

#### Фінал A
| Місце | Доріжка | Веслувальниці                      | Країна                | Час     | Примітки |
| ----- | ------- | ---------------------------------- | --------------------- | ------- | -------- |
| 1     | 4       | Валентіна Родіні Федеріка Кесаріні | Італія (ITA)          | 6:47.54 |          |
| 2     | 2       | Лора Тарантола Клер Бове           | Франція (FRA)         | 6:47.68 |          |
| 3     | 1       | Маріке Кейсер Ілсе Пауліс          | Нідерланди (NED)      | 6:48.03 |          |
| 4     | 3       | Емілі Крейґ Імоджен Ґрант          | Велика Британія (GBR) | 6:48.04 |          |
| 5     | 5       | Мері Рекфорд Мішель Сехсер         | США (USA)             | 6:48.54 |          |
| 6     | 6       | Йонела-Лівія Козмюк Джаніна Беляге | Румунія (ROU)         | 6:49.40 |          |